# Bataille de Marciano
Pour les articles homonymes, voir Marciano.
Dixième guerre d'Italie
Batailles
- Tripoli (9 août - 15 août 1551)
- Mirandola (en) (juillet 1551 - mars 1552)
- Ponza (5 août 1552)
- Metz (octobre 1552 - janvier 1553)
- Corse (1553 - 1559)
- Marciano (2 août 1554)
- Renty (12 août 1554)

La bataille de Marciano, également connue dans l'histoire sous le nom de bataille de Scannagallo ou de bataille de Lucignano, voit s'affronter le 2 août 1554 l'armée franco-siennoise, sous le commandement de Pierre Strozzi, et l'armée hispano-florentine, engagée par l'empereur Charles Quint, confiée à Cosme Ier de Toscane et commandé par le condottiere Gian Giacomo de Médicis, marquis de Marignano. La bataille a eu lieu dans le Val di Chiana, dans les collines adjacentes au fossé de Scannagallo. L'issue défavorable pour les Siennois marque le tournant de la guerre de Sienne et un coup fatal pour la république de Sienne, obligée de se rendre définitivement à l'ennemi cinq ans après.

## Contexte
Dans le contexte des guerres d'Italie, qui ont duré des décennies dans les années 1540, entre le Royaume de France et l'Empire espagnol pour la suprématie sur la péninsule, l'attention s'est tournée vers la Toscane. En 1540, Charles Quint a pour objectif d'établir un protectorat sur la république de Sienne, affaiblie par l'échec de la consolidation de la seigneurie de Pandolfo Petrucci et la reprise des luttes entre factions politiques. Des garnisons militaires sont envoyées et des mesures répressives sont menées contre les Siennois en 1548, mal acceptées, jusqu'à la construction d'une citadelle fortifiée qui conduit à l'explosion de la situation.
Le 26 juillet 1552, la population siennoise se soulève contre les occupants, déclenchant un pacte militaire secret signé avec les Français. Une armée commune franco-siennoise entre alors dans la capitale de la République, chassant les Espagnols. La réaction impériale ne tarde pas, se manifestant en 1553 par l'invasion de García Álvarez de Tolède (1514-1577), vice-roi de Sicile ; Cosmes Ier, duc de Florence, se voit confier la conduite de la guerre. En 1554, l'armée impériale est prête pour une nouvelle offensive ; tandis que le chef des opérations, Gian Giacomo de Médicis, assiège Sienne, une colonne envahit la Maremme et une troisième dévaste le Val di Chiana et se dirige vers le Val d'Orcia.
La situation devient difficile pour les Siennois, attaqués par la plus grande puissance mondiale de l’époque et aidés seulement par les Français. La résistance désespérée dans la défense de la liberté rend le siège effectué par Gian Giacomo de Médicis sous les murs de la ville long et difficile. Pierre Strozzi, après avoir organisé son armée, évalue alors l'opportunité d'une sortie audacieuse capable de lever le siège. Sa stratégie vise à permettre l'approvisionnement en nourriture de la ville affamée, à gagner du temps en attendant les renforts français, promis mais jamais arrivés, et à retarder l'affrontement final en territoire plus favorable.
Alors que l'armée impériale subit une très grave défaite lors de la bataille de Chiusi le Vendredi saint, en juin 1554, Pierre Strozzi quitte Sienne pour tenter de rejoindre son frère Leone Strozzi et les renforts français, menant une campagne de raids dans le Valdinievole et le Valdarno. De retour à Sienne, le 17 juillet 1554, après avoir confié la garde de la garnison au commandant français Blaise de Monluc, il repart avec le gros de l'armée, se dirigeant vers le Val di Chiana pour reconquérir les places fortes tombées et renforcées par les Médicis, dotés de moyens financiers notables, avec des murs d'enceinte, des bastions, des fossés et des contreforts latéraux permettant de résister efficacement aux attaques de la nouvelle artillerie et gardés par des garnisons petites mais bien armées. Les forteresses sont approvisionnées en stocks de céréales et de provisions nécessaires à l'armée et aux habitants.
Le 19 juillet, l'armée de Strozzi, arrivée à l'entrée du Val di Chiana, remporte ses premiers succès avec la reconquête des châteaux de Lucignano et Marciano della Chiana ; ce dernier se rend sans résistance au capitaine Lattanzio . En quittant Marciano, Pierre Strozzi se dirige vers Arezzo et, après avoir atteint les murs, inverse sa marche en faisant la politique de la terre brûlée dans les villages de Civitella in Val di Chiana, Oliveto et Monte San Savino. Le 27 juillet, son armée encercle le château de Foiano della Chiana : les murs du château sont touchés par 140 coups de canon et les assiégeants, ayant pénétré à l'intérieur du château par la brèche ouverte dans les murs de la ville, submergent facilement la garnison placée pour la défendre, tuant le capitaine Carlotto Orsini.

## Déploiements

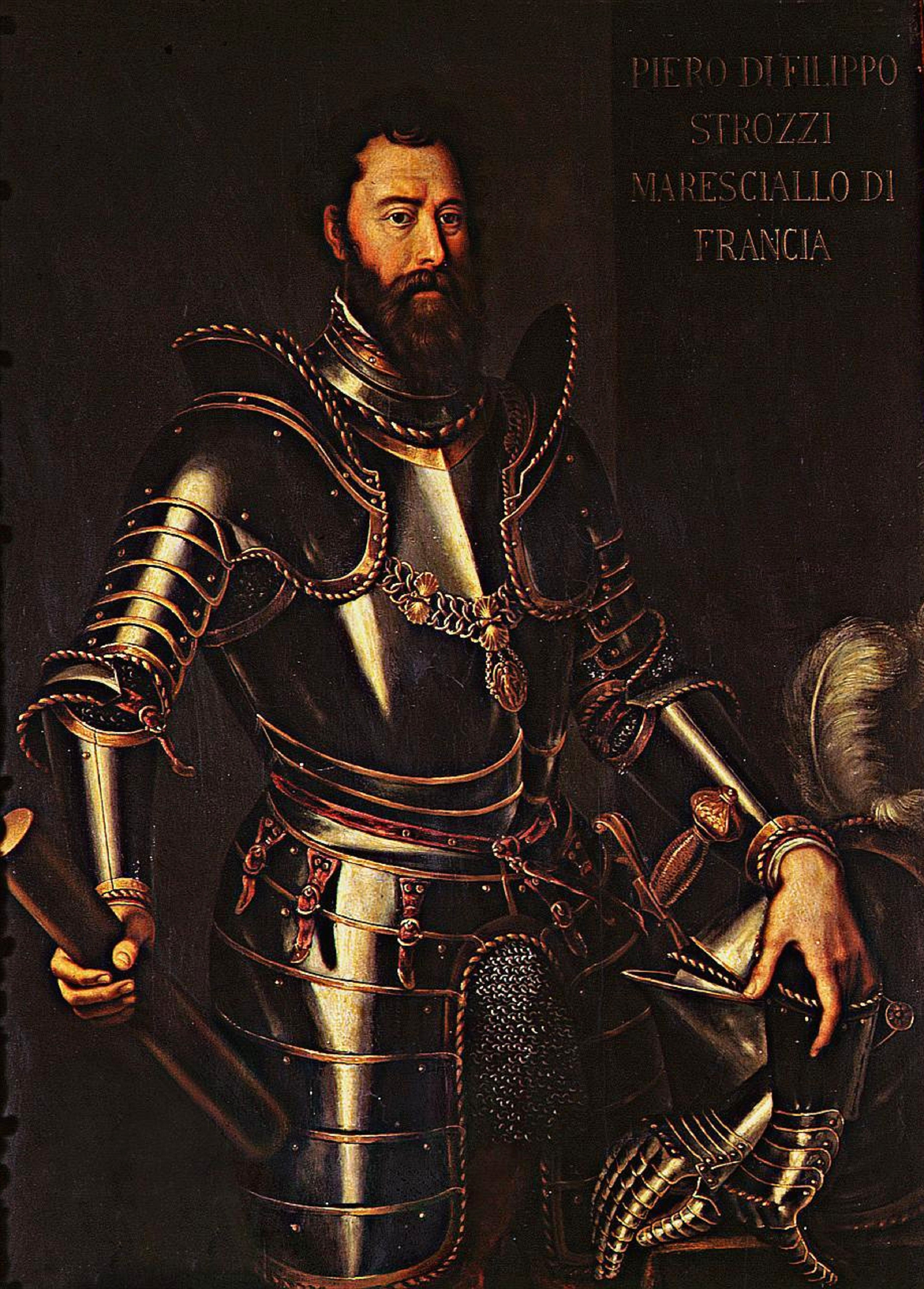
Pierre Strozzi.

Les armées opposées qui s'apprêtent à s'affronter se déploient selon la stratégie préconisée par Machiavel : des « milices mixtes », enrôlées avec un nombre prépondérant de soldats locaux, unis par le charisme de leur commandant, animés d'idéaux patriotiques et religieux, associés à des mercenaires étrangers professionnels de la guerre. C'est la formation typique, déjà adoptée dans les batailles précédentes et préférée par ces princes qui, selon Machiavel : « ...peuvent, grâce à l'abondance d'hommes et d'argent, constituer une armée capable de combattre un jour avec celui qui vient. pour les attaquer. »
L'armée siennoise est plutôt hétérogène et comprend, outre les Français, également des soldats corses et turcs et en général des troupes de mercenaires, mal organisées et peu disciplinées, surtout parce que la république siennoise, en difficulté économique, ne paie pas régulièrement les soldes. Pierre Strozzi dispose cependant d'une armée de 14 000 fantassins et 1 000 cavaliers, mais déjà lors du déploiement, il doit s'inquiéter des difficultés rencontrées pour l'approvisionnement en eau, élément fondamental des batailles rangées.
Les Florentins disposent de forces presque équivalentes mais sont dotés d'une plus grande artillerie et d'une plus grande compacité, déployant en plus des troupes de Cosme, l'armée impériale avec les Espagnols et les Allemands. Les lignes ennemies se positionnent sur les flancs d'une vallée traversée par le ruisseau asséché de Scannagallo : les collines de Marciano d'un côté et de Pozzo de l'autre. Les commandements des déploiements sont placés en position élevée, tandis que l'infanterie est déployée plus bas.

## La bataille

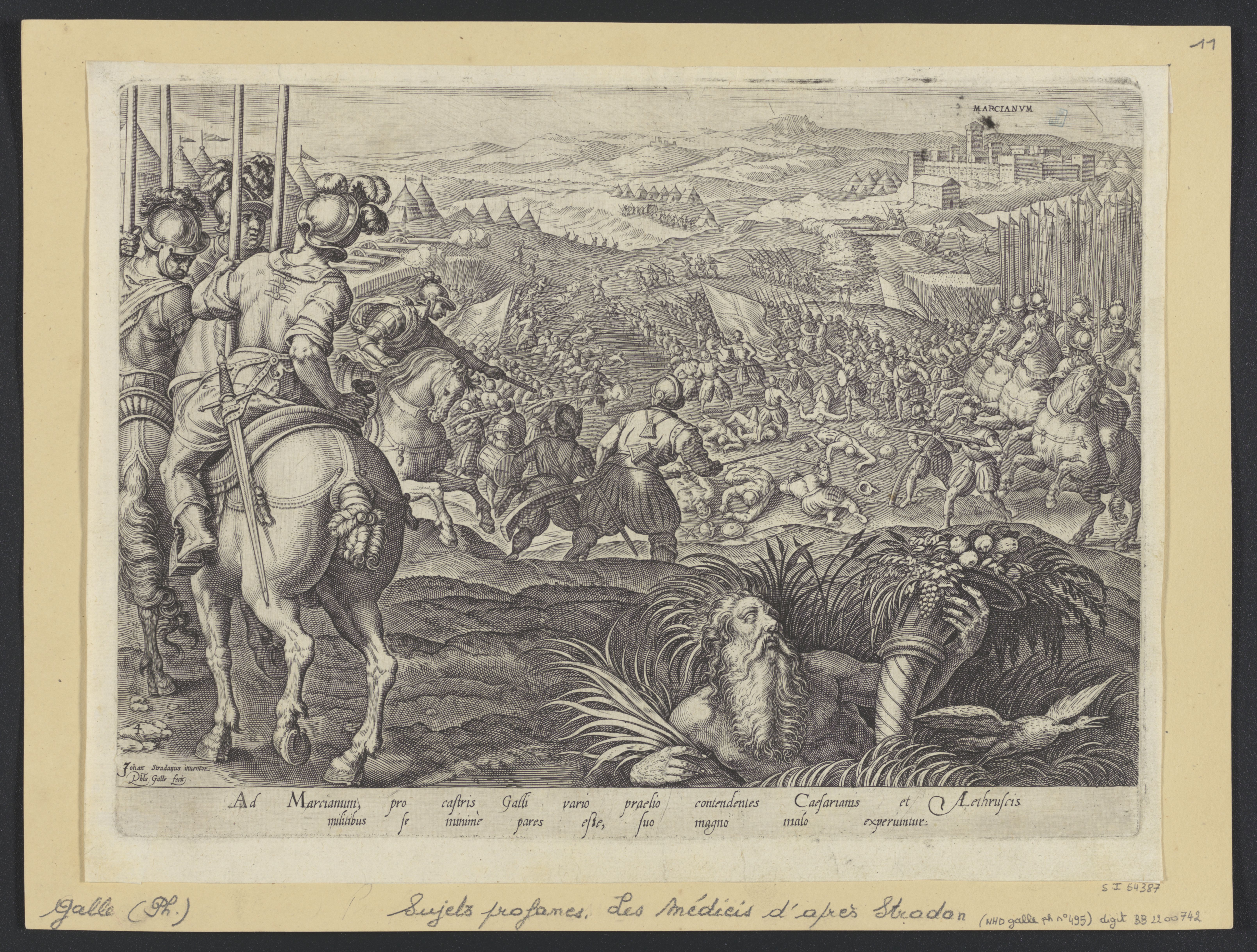
Philippe Galle et Jan van der Straet, La Bataille de Marciano, vers 1582, bibliothèque royale de Belgique.

À l'aube du 2 août 1554, les difficultés rencontrées par l'armée franco-siennoise convainquent Strozzi de retirer sa formation dans les hauteurs des collines, confiant que la manœuvre audacieuse entreprise ouvertement convaincra son adversaire de reporter l'attaque. Gian Giacomo de Médicis, en revanche, considérant la retraite adverse comme une grave erreur, ordonne aux arquebusiers d'ouvrir le feu simultanément sur les lignes arrières de Strozzi.
L'objectif de Gian Giacomo de Médicis est de donner à sa cavalerie le temps de s'abreuver dans la Chiana avant d'attaquer l'ennemi. Dès qu'il se rend compte du désastre qu'il a commis, Pierre Strozzi fait marche arrière et, d'un mouvement rapide, ordonne aux piquiers de descendre la crête pour attaquer frontalement l'infanterie florentine qui, après avoir dépassé le fossé de Scannagallo, s'aligne en toute hâte sur la rive opposée.
Après une première attaque écrasante, les Français sont repoussés de l'autre côté du fossé dans une position défavorable ; la bataille continue à être épuisante pendant de nombreuses heures. La retraite de la cavalerie franco-siennoise perturbe la stratégie de guerre et influence l'issue de l'affrontement. La tentative de décrochage se déroule sur un terrain difficile, sur les pentes de Foiano. La redoutable unité de cavalerie française commandée par Ludovico II Pico della Mirandola est attaquée par la puissante armée impériale dirigée par le comte Sforza Sforza di Santa Fiora. Pour l'armée de Pierre Strozzi, dépassée par l'ennemi, c'est le début de la désastreuse « déroute de Scannagallo ».
Des milliers de soldats sont tués, blessés et faits prisonniers du côté siennois et très peu de l'autre. L'historiographie chiffre les pertes siennoises à plus de 4 000 morts (dont M. di Forquelvaux, aide de camp de Strozzi) ; 103 drapeaux verts envoyés par Henri III (roi de France) sont conquis par l'armée florentine ; les pertes ennemies se limitent à 400 morts. Selon certains, la trahison rémunérée d'un officier français a également contribué à la victoire florentine. Pierre Strozzi, tombé de son cheval et blessé au côté par un coup d'arquebuse, parvient à se réfugier à Lucignano.
Pendant la retraite, l'armée siennoise en déroute est confiée par Pierre Strozzi au capitaine Clemente della Cervara et à Cornelio Bentivoglio de Bologne. La bataille perdue conclut le siège de Sienne qui se rend finalement à l'ennemi le 17 avril 1555, tandis que le duc Côme parvient à affirmer son pouvoir sur toute la Toscane. Strozzi et Bentivoglio poursuivent la résistance à Montalcino, accueillant les exilés siennois, dans la « république de Sienne abritée à Montalcino », jusqu'à la capitulation définitive en 1559.

## Célébrations

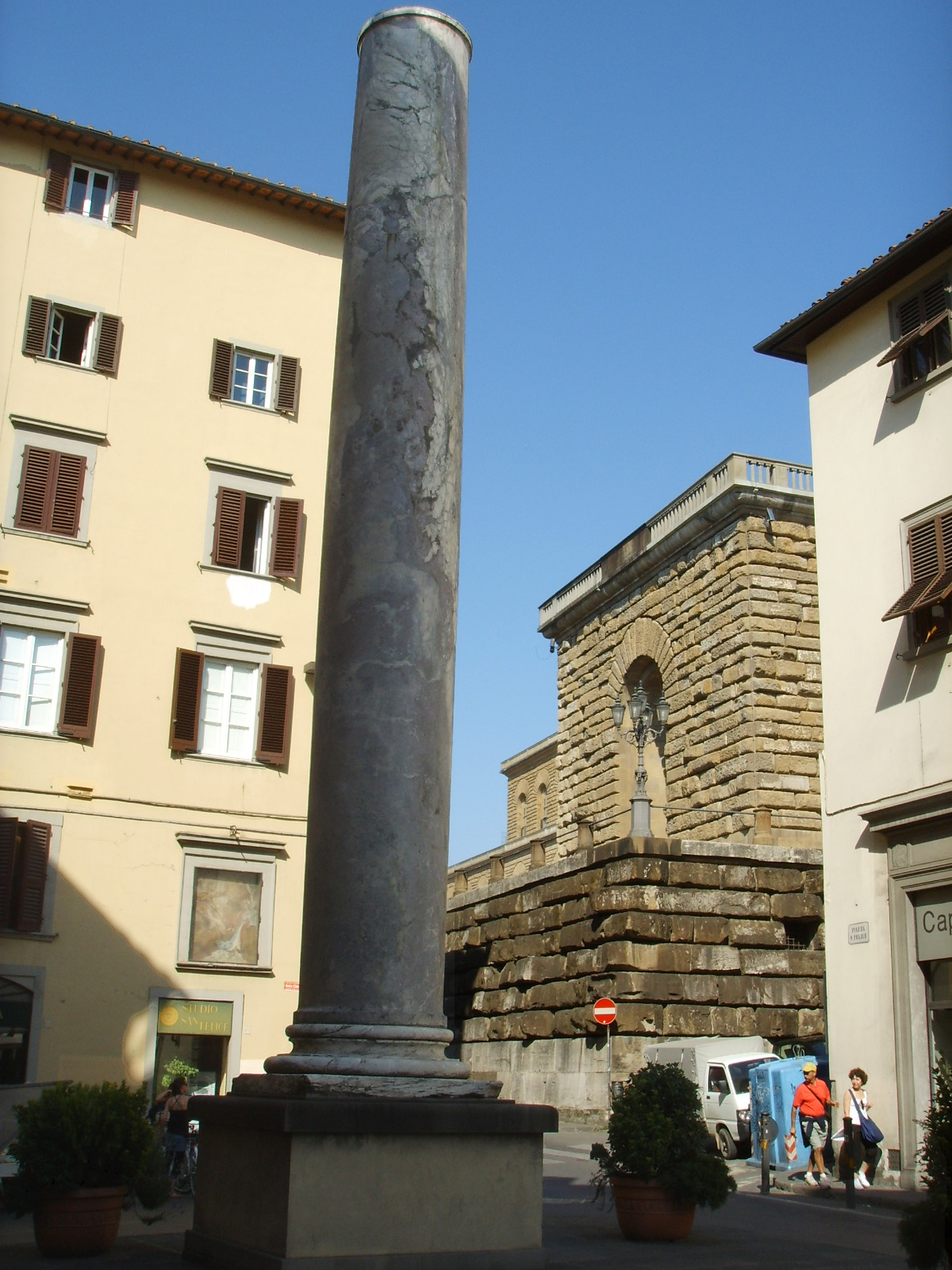
Colonne sur la Piazza san Felice de Florence.

Lorsque la nouvelle de la bataille perdue par les Siennois parvient à Florence, accompagnée du tintement des cloches, le peuple florentin se réjouit avec une grande joie. Depuis le Palazzo Vecchio, le duc Côme, jetant des pièces de monnaie dans la foule, proclame trois jours de célébrations, accompagnés d'agitation des drapeaux conquis, d'applaudissements, de musique et de refrains chantés par le peuple. Une scène est construite sur la place où de nombreux prisonniers capturés lors de la bataille sont décapités.
L’événement est dignement célébré les années suivantes avec de grandes commandes artistiques :
- une grande fresque de Giorgio Vasari, dans la salle des Cinq-Cents, célèbre la bataille au centre du cycle de célébration complexe de Cosme ;
- deux colonnes de célébration sont édifiées sur la Piazza Santa Trinita et la Piazza San Felice, à Florence ;
- une chapelle octogonale dédiée à Santo Stefano della Vittoria, est construite sur le lieu de la bataille, et populairement connue sous le nom de Santa Vittoria, dont la fête tombait le 2 août, jour coïncidant avec les victoires les plus importantes de la maison Médicis : Gavinana, Montemurlo et Scannagallo.

## Reconstitution
Chaque année, à Pozzo della Chiana, l'Association culturelle locale de Scannagallo, bénéficiant également de la collaboration de nombreuses sociétés historiques italiennes, rappelle les événements de l'été 1554. L'événement se déroule généralement sur trois jours, avec la participation de la ville voisine de Marciano della Chiana.